# Saison 1 de SuperMansion
Chronologie
Saison 2
La première saison de SuperMansion est diffusée depuis le 8 octobre 2015 sur le réseau Crackle aux États-Unis.

## Épisodes
| № | #  | Titre                                  | Réalisation | Scénario                                       | Première diffusion États-Unis | Code de prod. |
| --- | -- | -------------------------------------- | ----------- | ---------------------------------------------- | ----------------------------- | ------------- |
| 1 | 1  | Groaner's Wild!                        | Zeb Wells   | Zeb Wells et Matthew Senreich                  | 8 octobre 2015                | 101           |
| Invités : Seth Green et Kevin Shinick                                                                                    |    |                                        |             |                                                |                               |               |
| 2 | 2  | They Shoot Omega Pets, Don't They?     | Zeb Wells   | Zeb Wells                                      | 8 octobre 2015                | 102           |
| Invités : Clark Duke, Seth Green, James Hong et Famke Janssen                                                            |    |                                        |             |                                                |                               |               |
| 3 | 3  | Let's Talk About Rex                   | Zeb Wells   | Evan Shames et Tom Sheppard                    | 8 octobre 2015                | 103           |
| Invités : Breckin Meyer, Ron Perlman et Matthew Senreich                                                                 |    |                                        |             |                                                |                               |               |
| 4 | 4  | A Shop in the Dark                     | Zeb Wells   | Evan Shames et Zeb Wells                       | 15 octobre 2015               | 104           |
| Invités : Tony Cavalero, Seth Green, Jordan Peele, Scott Thompson et Michelle Trachtenberg                               |    |                                        |             |                                                |                               |               |
| 5 | 5  | Puss in Books                          | Zeb Wells   | Heidi Gardner, Kiel Kennedy et Elliot Schwartz | 22 octobre 2015               | 105           |
| Invités : Breckin Meyer et Wes Studi                                                                                     |    |                                        |             |                                                |                               |               |
| 6 | 6  | Lex                                    | Zeb Wells   | Tom Sheppard                                   | 29 octobre 2015               | 106           |
| Invités : Seth Green, Chris Pine et Matthew Senreich                                                                     |    |                                        |             |                                                |                               |               |
| 7 | 7  | A Midsummer Night's Ream               | Zeb Wells   | Erik Weiner                                    | 5 novembre 2015               | 107           |
| Invités : Tony Cavalero et Michelle Trachtenberg                                                                         |    |                                        |             |                                                |                               |               |
| 8 | 8  | Brad Medicine                          | Zeb Wells   | Tom Root                                       | 12 novembre 2015              | 108           |
| Invités : Jon Bernthal, Donald Faison et Matthew Senreich                                                                |    |                                        |             |                                                |                               |               |
| 9 | 9  | Unfortunate Son                        | Zeb Wells   | Tom Sheppard                                   | 19 novembre 2015              | 109           |
| Invités : Seth Green et Anton Yelchin                                                                                    |    |                                        |             |                                                |                               |               |
| 10 | 10 | Babes in the Wood                      | Zeb Wells   | Mehar Sethi                                    | 26 novembre 2015              | 110           |
| Invités : Seth Green, Nick Kroll, Matthew Senreich et Dan Stevens                                                        |    |                                        |             |                                                |                               |               |
| 11 | 11 | The Inconceivable Escape of Dr. Devizo | Zeb Wells   | Evan Shames                                    | 3 décembre 2015               | 111           |
| Invités : Jon Bernthal et Donald Faison                                                                                  |    |                                        |             |                                                |                               |               |
| 12 | 12 | Lexanity                               | Zeb Wells   | Erik Weiner                                    | 10 décembre 2015              | 112           |
| Invités : Nat Faxon |    |                                        |             |                                                |                               |               |
| 13 | 13 | Lex as a Weapon                        | Zeb Wells   | Zeb Wells                                      | 17 décembre 2015              | 113           |
| Invités : Jon Bernthal, Tony Cavalero, Donald Faison, Seth Green, Famke Janssen, Jake Johnson, Ron Perlman et Chris Pine |    |                                        |             |                                                |                               |               |